# Kanton Marolles-les-Braults
Kanton Marolles-les-Braults is een voormalig kanton van het Franse departement Sarthe. Kanton Marolles-les-Braults maakte deel uit van het arrondissement Mamers en telde 6008 inwoners (1999). Het werd opgeheven bij decreet van 24 februari 2014 met uitwerking op 22 maart 2015. Alle gemeenten werden toegevoegd aan het kanton Mamers.

## Gemeenten
Het kanton Marolles-les-Braults omvatte de volgende gemeenten:
- Avesnes-en-Saosnois
- Congé-sur-Orne
- Courgains
- Dangeul
- Dissé-sous-Ballon
- Lucé-sous-Ballon
- Marolles-les-Braults (hoofdplaats)
- Meurcé
- Mézières-sur-Ponthouin
- Moncé-en-Saosnois
- Monhoudou
- Nauvay
- Nouans
- Peray
- René
- Saint-Aignan
- Thoigné